# Escuela de Minas de La Serena
La Escuela de Minas de La Serena fue una institución académica chilena fundada el 26 de agosto de 1887. Su primer director fue Buenaventura Osorio, continuando el legado de enseñanza de la minería que en 1837 Ignacio Domeyko había comenzado en el Liceo de Hombres de La Serena y que se caracterizó por una fuerte formación básica en ciencias y en disciplinas de la ingeniería, mucho trabajo de laboratorio y experiencia práctica, e intensa vocación de los profesores por enseñar a los jóvenes. Osorio también se desempeñó como profesor en la escuela hasta su muerte, ocurrida en 1907.
En 1952, la institución pasó a formar parte de la Universidad Técnica del Estado. Actualmente se asume que es parte de la fundación de la Universidad de La Serena, cuya creación en 1981 proviene de la fusión de las sedes regionales de las universidades de Chile y Técnica del Estado que existían en La Serena.
Su rol era formar técnicos y obreros especializados en la extracción y procesamiento de los minerales existentes en la región, junto con las ingenierías que permiten sustentar procesos mineros. Además, la creación de la Escuela de Minas permitió la gestación del Museo Mineralógico Ignacio Domeyko, que actualmente depende del Departamento de Ingeniería de Minas de la Universidad de La Serena, y que posee alrededor de 7000 muestras.